# Friedrich Delitzsch

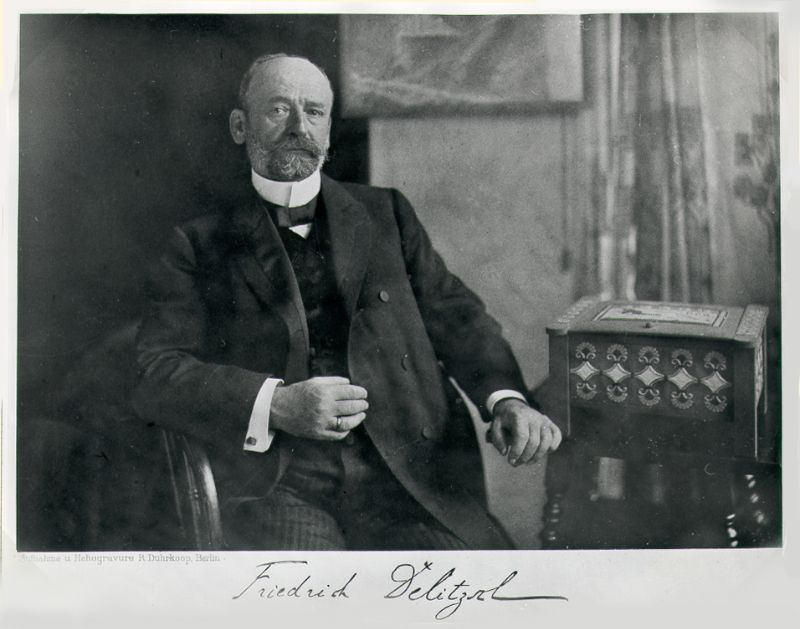
Friedrich Delitzsch

Friedrich Delitzsch (* 3. September 1850 in Erlangen; † 19. Dezember 1922 in Langenschwalbach bei Wiesbaden) war ein deutscher Assyriologe. Er war einer der Begründer der altorientalischen Philologie in Deutschland, lehrte als Professor an den Universitäten Leipzig (1877–1893), Breslau (1893–1899) und Berlin (1899–1920). Von 1899 bis 1918 war er der erste Direktor des Vorderasiatischen Museums Berlin.

## Leben
Delitzsch wurde als Sohn des lutherischen Alttestamentlers und Hebraisten Franz Delitzsch geboren. Er studierte ab 1868 zunächst in Leipzig bei Franz Delitzsch, Heinrich Leberecht Fleischer und Ludolf Krehl orientalische und bei Herrmann Brockhaus, Georg Curtius und Ernst Windisch indogermanische Sprachen. Ab 1871 hörte er in Berlin Äthiopisch bei August Dillmann und Sanskrit bei Albrecht Weber. Sein Studium schloss er mit Studien über indogermanisch-semitische Wurzelverwandtschaft ab.
Den Plan, sich für Sanskrit zu habilitieren, gab er nach einer schicksalhaften Begegnung mit dem Alttestamentler Eberhard Schrader in Jena, der ihn in das kurz zuvor neu erschlossene Assyrische einführte, auf. Stattdessen habilitierte er sich kurz darauf (1874) für Semitische Sprachen und Assyriologie in Leipzig, wo er 1877 zum ersten außerordentlichen Professor für Assyriologie, 1885 zum ordentlichen Honorarprofessor ernannt wurde. 1893 wurde er als ordentlicher Professor für Assyriologie und Orientalische Philologie nach Breslau und 1899 als Nachfolger seines einstigen assyriologischen Lehrers Schrader nach Berlin an die Friedrich-Wilhelms-Universität Berlin berufen. Im Zuge einer Untersuchung der kappadokischen Keilschrifttafeln war ihm 1893 im Auftrag von Ernest Chantre die Identifizierung des türkischen Fundortes Bogazköy mit der hethitischen Hauptstadt Hattusa gelungen.
Er war Mitbegründer und Förderer der Deutschen Orientgesellschaft und seit 1899 Direktor der Vorderasiatischen Abteilung der Königlichen Museen zu Berlin. Seine besonderen Verdienste liegen in der Erforschung der alten vorderasiatischen Sprachen (Assyrisch/Akkadisch), wofür er im Laufe seines Lebens eine Reihe grundlegender Hilfsmittel schuf, und der Förderung der alttestamentlichen Textkritik. Weiteren Kreisen wurde er bekannt durch seine in zahlreichen veränderten Fassungen und Übersetzungen erschienenen Vorträge über Babel und Bibel (1902–1905), die den Babel-Bibel-Streit auslösten. 1902 wurde Delitzsch in die American Academy of Arts and Sciences und 1904 in die American Philosophical Society gewählt. Seit 1891 war er Mitglied der Sächsischen Akademie der Wissenschaften.
In der Folge des Babel-Bibel-Streites nahm er im Laufe seines Lebens zunehmend eine kritische Haltung gegenüber dem Alten Testament ein. Sehr weit in dieser Hinsicht geht sein Werk Die große Täuschung (siehe unten), in dem er unter anderem fordert, das Alte Testament aus dem christlichen Kanon zu entfernen, und schließlich im Anschluss an Paul Haupt und andere sogar eine arische Herkunft Jesu Christi vermutete. Dabei verwendete er in der Auseinandersetzung mit seinen Gegnern im Babel-Bibel-Streit ab 1903 zunehmend Argumentationsmuster, die auch in der antijüdischen Polemik seiner Zeit Verwendung fanden. Jedoch bestritt Delitzsch selber bis zu seinem Tod mit Vehemenz jede antisemitische Haltung.
Tatsächlich zeigt die biographisch-wissenschaftliche Aufarbeitung seiner Aussagen zum Alten Testament, dass bei ihm subjektiv kein rassistischer Antisemitismus vorlag, sondern ein zunehmender theologischer Antijudaismus. Die Ablehnung des Alten Testaments als Teil der Heiligen Schrift beruhte ganz wesentlich auf Delitzschs philologischen Erkenntnissen und weniger auf theologisch fundierten Kriterien. Dies brachte ihn zwangsläufig in Konflikt mit theologisch geschulten Kollegen.
Delitzsch war ab 1880 mit Margarethe Delitzsch geb. Hoffmann, Tochter des Reichsgerichtsrats Moritz Hoffmann, verheiratet. Das Paar hatte vier Söhne und zwei Töchter. Ein Sohn war der Jurist Kurt Delitzsch.

## Schriften
- Studien über indogermanisch-semitische Wurzelverwandtschaft. 1873. Reprint 1884.
- Assyriologische Studien. 1874.
- Assyriologische Lesestücke. 1904.
- Wo lag das Paradies? 1881.
- Hebrew language viewed in the light of Assyrian research. 1883.
- Sprache der Kossäer. 1884.
- Prolegomena eines neuen hebräisch-aramäischen Wörterbuches zum Alten Testament. 1886.
- Assyrisches Wörterbuch zur gesamten bisher veröffentlichten Keilschriftliteratur unter Berücksichtigung zahlreicher unveröffentlichter Texte. 1887.
- Assyrische Grammatik. 1889.
- Geschichte Babyloniens und Assyriens. 1891.
- Entzifferung der kappadokischen Keilschrift-Tafeln. 1893.
- Assyrisches Handwörterbuch. 1894–1896. Reprint 1968.
- Das babylonische Weltschöpfungs-Epos. 1897.
- Die Entstehung des ältesten Schriftsystems oder Ursprung der Keilschriftzeichen. 1897.
- Ex Oriente Lux! Ein Wort zur Förderung der Deutschen Orient-Gesellschaft. 1898.
- Das Buch Hiob neu übersetzt und kurz erklärt. 1902.
- Babel und Bibel. C. Hinrichs’sche Buchhandlung, Leipzig 1902, urn:nbn:de:bsz:14-db-id18512196925. (Rede von Delitzsch am 13. Januar vor der Deutschen Orientgesellschaft in Berlin.) Neubearbeitungen 1903, 1905 und 1921.
- Zweiter Vortrag über Babel und Bibel. 1903 und 1904 in Neubearbeitungen erschienen.
- Babel und Bibel. Ein Rückblick und Ausblick. 1904.
- Babel und Bibel. Dritter (Schluss-) Vortrag. 1905.
- Im Lande des einstigen Paradieses. 1903.
- Mehr Licht. Die bedeutsamste Ergebnisse der babylonisch-assyrischen Grabungen für Geschichte Kultur und Religion. 1907.
- Zur Weiterbildung der Religion. 1908.
- Palasttore Salmanassars II. 1908.
- Handel und Wandel in Altbabylonien. 1909.
- Das Land ohne Heimkehr. Die Gedanken der Babylonier-Assyrer über Tod und Jenseits. 1911.
- Assyrische Lesestücke mit Elementen der Grammatik und vollständigem Glossar. 5. Auflage 1912.
- Sumerische Grammatik. 1914.
- Sumerisches Glossar. 1914.
- Die Lese- und Schreibfehler im Alten Testament nebst den dem Schrifttexte einverleibten Randnoten klassifiziert. Ein Hilfsbuch für Lexikon und Grammatik, Exegese und Lektüre. 1920.
- Die große Täuschung. Kritische Betrachtungen zu den alttestamentlichen Berichten über Israels Eindringen in Kanaan, die Gottesoffenbarung vom Sinai und die Wirksamkeit der Propheten. 1920/1921. Reprint 1934.
- Die große Täuschung. Zweiter (Schluss-) Teil. Fortgesetzte kritische Betrachtungen zum Alten Testament, vornehmlich den Prophetenschriften und Psalmen, nebst Schlußfolgerungen. 1921. Reprint 1926.